# Monika Lelgemann
Monika Lelgemann (* 9. Mai 1959 in Hannover) ist eine deutsche Anästhesistin, Gesundheitswissenschaftlerin und Klinische Epidemiologin. Sie gilt als eine Wegbereiterin der evidenzbasierten Medizin in Deutschland.

## Werdegang
Monika Lelgemann studierte von 1978 bis 1985 in Marburg und Göttingen Medizin. Danach war sie bis 2001 in den Gebieten Anästhesie, Innere Medizin und Klinische Pharmakologie als Ärztin tätig. Sie gehörte zu den Gründungsmitgliedern des Deutschen Netzwerks für Evidenzbasierte Medizin (DNEbM).
Von 2001 bis 2003 war Monika Lelgemann wissenschaftliche Mitarbeiterin am Deutschen Cochrane Zentrum am Universitätsklinikum Freiburg. Im selben Zeitraum absolvierte sie das Studium der Klinischen Epidemiologie an der Erasmus-Universität Rotterdam mit dem Abschluss MSc Clinical Epidemiology.
Von 2004 bis 2006 war Monika Lelgemann Leiterin des Bereichs Evidenzbasierte Medizin und Leitlinien am Ärztlichen Zentrum für Qualität in der Medizin, anschließend bis 2010 wissenschaftliche Geschäftsführerin des interdisziplinären HTA-Zentrums in der Universität Bremen. 2009 wurde sie an der Medizinischen Fakultät der Universität zu Köln zum Dr. med. promoviert.
Von 2010 bis 2014 war Monika Lelgemann Leiterin des Bereichs Evidenzbasierte Medizin beim Medizinischen Dienst des Spitzenverbandes Bund der Krankenkassen e. V. (MDS), Essen. In dieser Funktion war sie verantwortlich an der Entwicklung des IGeL-Monitors, einem Bewertungs- und Transparenzprogramm für Individuelle Gesundheitsleistungen (IGeL) beteiligt.
Von März 2011 bis März 2013 war sie erste Vorsitzende des Deutschen Netzwerks Evidenzbasierte Medizin (DNEbM), dessen Vorstand sie seit 2009 angehörte.
Von 2014 bis 2018 war Monika Lelgemann als Ärztin am Gesundheitsamt Bremen tätig, von März 2015 bis Dezember 2016 als kommissarische Amtsleiterin.
Von 2018 bis 2024 war sie unparteiischen Mitglied des Gemeinsamen Bundesausschusses. Bis Ende Juni 2024 war sie Vorsitzende der Unterausschüsse Psychotherapie, Methodenbewertung und Veranlasste Leistungen. Für die Wahlperiode ab 2024 stellte sich Monika Lelgemann nicht mehr zur Verfügung.

## Veröffentlichungen
- Kritische Bewertung medizinischer Leitlinien. Eine Analyse und Diskussion der Ergebnisse des Deutschen Leitlinien-Clearingverfahrens. Medizinische Fakultät der Universität zu Köln, 2009 (aezq.de [PDF; 1,1 MB; abgerufen am 10. Februar 2024] Dissertation).